# Gerhard Geise
Gerhard Paul Geise (Stendal, 2 de janeiro de 1930 — Dresden, 11 de abril de 2010) foi um matemático alemão.
Foi professor da Universidade Técnica de Dresden.
Morreu após longa enfermidade em Dresden.

## Publicações selecionadas
- 1961: Über ähnlich-veränderliche ebene Systeme
- 1976: Senkrechte Projektion
- 1977: Kegelschnitte, Kugel und Kartenentwürfe
- 1979: Grundkurs lineare Algebra
- 1980: Analytische Geometrie für Kristallgitter
- 1991: Berührungskegelschnitte in Bézierdarstellung
- 1994: Darstellende Geometrie
- 1995: Analytische Geometrie